# 中間澤絲鯰
中間澤絲鯰，為輻鰭魚綱鯰形目毛鼻鯰科的其中一種，為熱帶淡水魚，分布於南美洲Araguaia河流域，本魚棲息在河底，體長可達8公分，生活習性不明。